# محمد احمد (بازیکن فوتبال، زاده ۱۹۸۸)
محمد احمد ({{lang-ur|محمد أحمد؛ زادهٔ ۳ ژانویهٔ ۱۹۸۸) بازیکن فوتبال اهل پاکستان است.
وی همچنین در تیم‌های ملی فوتبال زیر ۲۳ سال پاکستان و پاکستان بازی کرده است.